# شهرستان سونگ‌جو
شهرستان سونگ‌جو (به کره‌ای: 성주군، به لاتین: Seongju County) یک شهرستان در کره جنوبی است که در استان گیونگ‌سانگ شمالی واقع شده‌است. این منطقهٔ زراعی وسیع، در غرب کلان‌شهر دگو واقع شده و مرکز آن شهر سونگ‌جو است. شهرستان سونگ‌جو ۶۱۶٫۲۸ کیلومتر مربع مساحت و ۵۱٬۰۲۸ نفر جمعیت دارد.